# 21435 Ахарон
21435 Ахарон (1998 FH116, 1999 RL118, 21435 Aharon) — астероїд головного поясу, відкритий 31 березня 1998 року.
Тіссеранів параметр щодо Юпітера — 3,590.